# Willemijn Verkaik
Willemijn Verkaik (* 16. Juni 1975 in Son en Breugel) ist eine niederländische Sängerin, Musicaldarstellerin und Schauspielerin.
Internationale Bekanntheit erhielt sie mit ihrer Paraderolle der Elphaba im Musical Wicked, welche sie von 2007 bis 2011 in Deutschland sowie insgesamt in vier Ländern und drei Sprachen verkörperte. Darüber hinaus verlieh sie Elsa in der deutschen und niederländischen Fassung der Filme Die Eiskönigin (2013) und Die Eiskönigin II (2019) ihre Gesangsstimme; zusätzlich spielte sie Elsa von Oktober 2023 bis August 2024 im Musical Die Eiskönigin in Hamburg.
Ihre Engagements führten sie nach Deutschland, Österreich, die Vereinigten Staaten und ins Vereinigte Königreich. Damit zählt Verkaik gemeinsam mit Pia Douwes und Anna Montanaro zu den bekanntesten Musicaldarstellerinnen in Europa. Seit Oktober 2024 spielt sie die Rolle der Anne Hathaway im Musical & Julia.

## Leben
Willemijn Verkaik wuchs in Nuenen bei Eindhoven auf. Als Kind war sie introvertiert, das Singen habe ihr Sicherheit gegeben, erzählte Verkaik: "Mit elf, zwölf Jahren musste ich mal was vor einer Gruppe singen, da habe ich gemerkt: Ich kann was. Ich habe mich auch viel stärker gefühlt als im Alltag."
1999 absolvierte sie am Rotterdams Conservatorium ihr Studium Pop- und Jazz-Gesang als Dozentin und Darstellerin. Verkaik vervollständigte ihr Können mit den Gesangskursen „Estill Voice Training System“ und „The Complete Vocal Technique“. Zudem nahm sie an den Schauspielkursen bei Jonna Coolen, Gosschalk van den Ende, Guildford School of Acting und Mara Otten teil.
Nachdem Verkaik mehr als zehn Jahre in verschiedenen Pop-Bands als Sängerin aktiv gewesen war, sah sie die Zeit für eine Veränderung gekommen. So begann sie im Jahr 2000 ihre Musicalkarriere im Ensemble der niederländischen Inszenierung von Elisabeth. In den Jahren 2001 und 2002 reiste sie mit der Theatergruppe „JEANS“, in der sie eine der Solistinnen war, durch die Niederlande. 2003 stand sie als Zweitbesetzung der „Königin Anna“ sowie der „Mylady de Winter“ in der niederländischen Musicalproduktion 3 Musketiere auf der Bühne.
Das Orchester der niederländischen Luftwaffe brachte 2004 mit Eternity eine Welturaufführung auf die Bühne, in der Verkaik die Hauptrolle der „Barbara“ interpretierte. Ende des Jahres ging sie nach Köln, wo sie im Queen-Musical We Will Rock You in den Rollen der „Scaramouche“, der „Killer Queen“ sowie als „Ozzy“ zu sehen war. Im Sommer 2006 spielte sie zudem in Thun in der Freilicht-Produktion die Titelrolle im Musical Elisabeth, wo auch Oliver Arno und Philipp Hägeli in der Cast vertreten waren. Ab Herbst 2006 bis Ende Juli 2007 übernahm sie in Köln ein weiteres Mal in We Will Rock You die Rolle der „Killer Queen“.
Ab Herbst 2007 bis zum 6. Januar 2010 stand sie als Erstbesetzung der „Elphaba“ bei der Deutschlandpremiere von Wicked – Die Hexen von Oz mit Lucy Scherer im Palladium Theater Stuttgart auf der Bühne.
Zusätzlich zu ihrer Rolle als Hexe „Elphaba“ spielte sie im Sommer 2009 bei den Freilichtspielen in Tecklenburg die Rolle der „Amneris“ im Musical Aida von Elton John und Tim Rice. Am 13. und 14. Dezember 2009 stand Verkaik zusammen mit DMJ, Dominique Aref und Mathias Edenborn (mit dem von DMJ, Hannes Schauz und ihr selbst gegründeten New World Musical Ensemble) mit Songs For A New World (Musik, Texte und Buch von Jason Robert Brown), dem theatralischen Liederzyklus, im Stuttgarter Wilhelma-Theater auf der Bühne.
Von Januar bis März 2010 wirkte Verkaik als eine von acht Solisten bei der „Best of Musical Gala 2010“ mit. Die Tour spielte deutschlandweit und beinhaltet verschiedene Musicals, die zurzeit in Deutschland spielen. Von März 2010 bis zum 27. Februar 2011 spielte sie erneut die Rolle der „Elphaba“ – dieses Mal im Metronom-Theater Oberhausen und stand dort unter anderem mit Anton Zetterholm und Carl van Wegberg auf der Bühne.
Von 2011 bis 2012 spielte Verkaik erneut die Rolle der „Elphaba“. Dieses Mal verkörperte sie die Rolle in der niederländischen Version, welche in Scheveningen aufgeführt wurde.

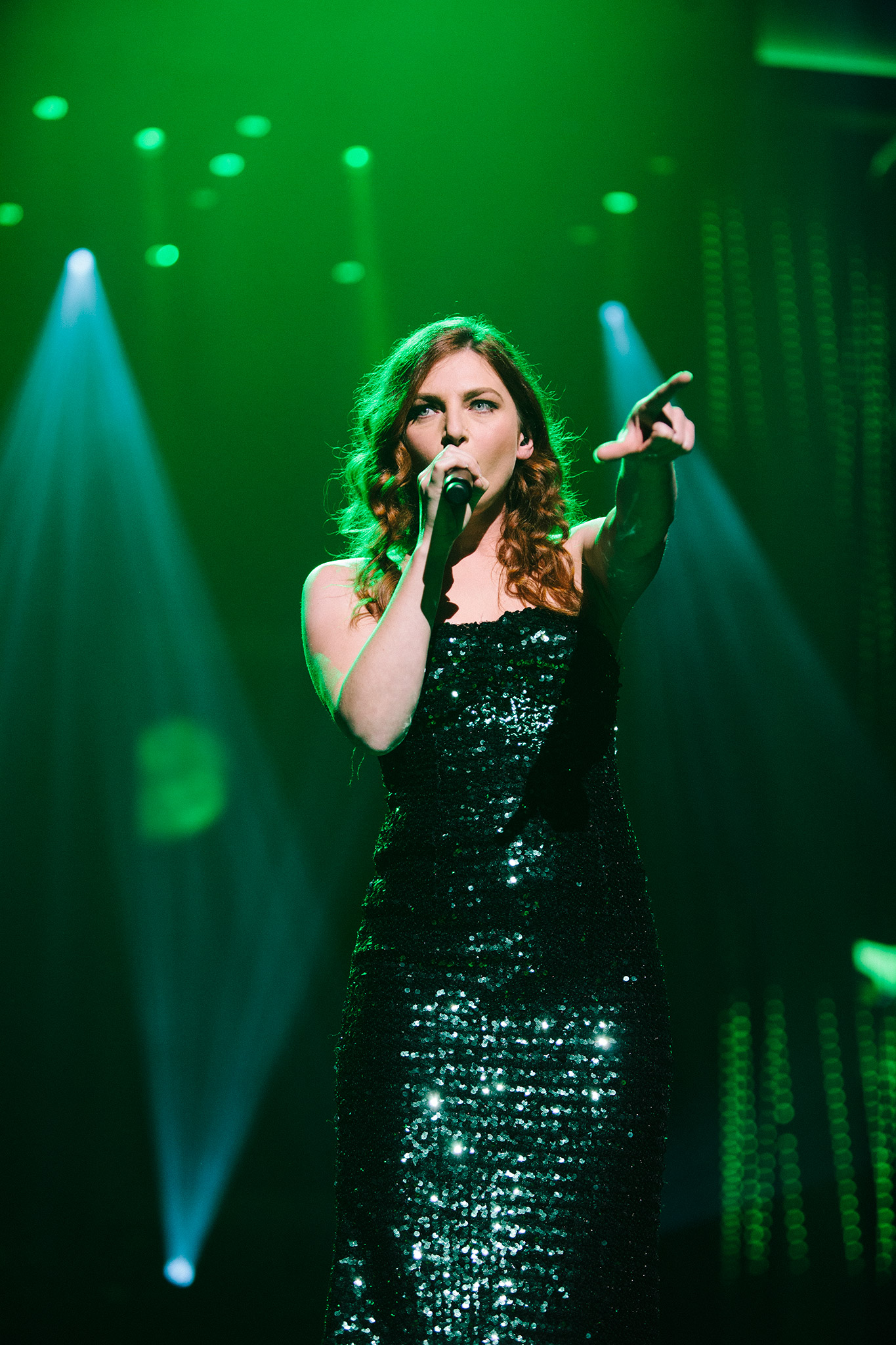
Willemijn Verkaik (2014)

Am 17. Dezember wurde bestätigt, dass Verkaik ab Februar 2013 die Rolle der „Elphaba“ am Broadway spielen werde. Sie war dort bis Ende Mai 2013 engagiert. Mit Antritt dieses Engagements war Verkaik die erste Darstellerin, die „Elphaba“ in drei verschiedenen Sprachen dargestellt hat. Ab dem 18. November 2013 übernahm sie erneut die Rolle der „Elphaba“, diesmal in der Londoner Produktion im Apollo Victoria Theatre. Dieses Engagement musste sie am 19. Juli 2014 krankheitsbedingt vorzeitig beenden. 2015 spielte sie am Londoner West End die „Paulina“ in Women on the Verge of a Nervous Breakdown. Im Juli 2015 bestätigte Stage Entertainment, dass Verkaik ab Spätsommer als Affenmutter „Kala“ im Stuttgarter Musical Tarzan auf der Bühne stehen wird. Im Anschluss daran kehrte sie wieder an das Londoner West End zurück, wo sie vom 30. Januar 2017 bis Juli 2017 wieder die Rolle der „Elphaba“ in Wicked übernahm. Am 22. Juli 2017 verabschiedete sich Verkaik von der Rolle der „Elphaba“, die sie zehn Jahre lang verkörpert hatte.
In der deutschen und in der niederländischen Fassung des Disney-Films Die Eiskönigin – Völlig unverfroren singt Verkaik die Rolle der „Elsa“. Dies tat sie auch in den Kurzfilmen Die Eiskönigin – Party-Fieber, Die Eiskönigin – Olaf taut auf und in der Fortsetzung Die Eiskönigin II. In der niederländischen Fassung spricht sie zudem die Rolle.
Vom 7. Dezember 2017 bis zum 7. Oktober 2018 spielte Willemijn Verkaik zusammen mit Alexander Klaws im Theater des Westens in Berlin die Hauptrollen „Sam“ und „Molly“ in Ghost – Das Musical. Vom 8. November 2018 bis zum 31. März 2019 spielte sie im Metronom Theater in Oberhausen „Sloane“ in Bat Out of Hell.
Vom 4. Juli 2019 bis zum 14. Juli 2019 stand Verkaik als „Peppa“ in der niederländischen Fassung des Musicals Frauen am Rande des Nervenzusammenbruchs im CC Amstel in Amsterdam auf der Bühne. Von 2019 bis 2020 tourte sie als „Miss Hannigan“ mit dem Musical Annie durch die Niederlande.
In der niederländischen Version des Musicals Come from Away verkörpert Verkaik die Rolle der „Beverley Bass“. Damit tourte sie 2021-2022 durch die Niederlande.
Von September 2022 bis Juni 2023 stand sie als „Mrs. Danvers“ im Musical Rebecca im Raimundtheater Wien auf der Bühne.
Von Oktober 2023 bis September 2024 verkörperte Verkaik die Rolle der „Elsa“ im Musical Die Eiskönigin – Das Musical im Theater an der Elbe in Hamburg. Seit Oktober 2024 spielt sie die Rolle der Anne Hathaway im Musical & Julia im Operettenhaus in Hamburg.
Zudem synchronisierte sie erneut Idina Menzel bei ihrem Cameo im Ende 2024 veröffentlichten Film Wicked.
Sie spricht und singt fließend in drei Sprachen (Niederländisch, Englisch und Deutsch), ihre Stimmlage ist Mezzosopran.

## Rollen (Auswahl)
| Stück                                     | Rolle                                                                  | Theater                     | Spielort           | Land                   | Jahr                |
| ----------------------------------------- | ---------------------------------------------------------------------- | --------------------------- | ------------------ | ---------------------- | ------------------- |
| Elisabeth                                 | Hofdame, Ensemble                                                      | Circustheater               | Scheveningen       | Niederlande            | 2001                |
| Jeans 11                                  | Solistin                                                               |                             |                    | Niederlande            | 2001–2002           |
| 3 Musketiere                              | Ensemble, Zweitbesetzung Königin Anna, Drittbesetzung Milady de Winter | Luxor Theater               | Rotterdam          | Niederlande            | 2003                |
| Eternity                                  | Barbara                                                                |                             |                    | Niederlande            | 2004                |
| We Will Rock You                          | Cover Scaramouche/Killer Queen                                         | Musical Dome                | Köln               | Deutschland            | 2004 bis 2006       |
| Elisabeth                                 | Erstbesetzung Elisabeth                                                | Thunerseespiele             | Thun               | Schweiz                | 2006 bis 2007       |
| We Will Rock You                          | Erstbesetzung Killer Queen                                             | Musical Dome                | Köln               | Deutschland            | 2006 bis 2007       |
| Wicked – Die Hexen von Oz                 | Erstbesetzung Elphaba                                                  | Palladium Theater           | Stuttgart          | Deutschland            | 2007 bis 2010       |
| Aida                                      | Erstbesetzung Amneris                                                  | Freilichtspiele Tecklenburg | Tecklenburg        | Deutschland            | 2009                |
| Wicked – Die Hexen von Oz                 | Erstbesetzung Elphaba                                                  | Metronom Theater            | Oberhausen         | Deutschland            | 2010 bis 2/2011     |
| Wicked – Die Hexen von Oz                 | Erstbesetzung Elphaba                                                  | Circustheater               | Scheveningen       | Niederlande            | 2011 bis 2013       |
| Wicked – Die Hexen von Oz                 | Erstbesetzung Elphaba                                                  | Gershwin Theatre            | Broadway, New York | Vereinigte Staaten     | 2/2013 bis 5/2013   |
| Mamma Mia!                                | Erstbesetzung Donna                                                    | Palladium Theater           | Stuttgart          | Deutschland            | 7/2013 bis 9/2013   |
| Wicked – Die Hexen von Oz                 | Erstbesetzung Elphaba                                                  | Apollo Victoria Theatre     | London             | Vereinigtes Königreich | 2013 bis 2014       |
| Women on the Verge of a Nervous Breakdown | Erstbesetzung Paulina                                                  | Playhouse Theatre           | London             | Vereinigtes Königreich | 12/2014 bis 5/2015  |
| Tarzan                                    | Erstbesetzung Kala                                                     | Apollo Theater              | Stuttgart          | Deutschland            | 8/2015 bis 5/2016   |
| Wicked – Die Hexen von Oz                 | Erstbesetzung Elphaba                                                  | Apollo Victoria Theatre     | London             | Vereinigtes Königreich | 1/2017 bis 7/2017   |
| Ghost – Das Musical                       | Erstbesetzung Molly                                                    | Theater des Westens         | Berlin             | Deutschland            | 12/2017 bis 10/2018 |
| Bat Out of Hell                           | Erstbesetzung Sloane                                                   | Metronom Theater            | Oberhausen         | 11/2018 bis 03/2019    |                     |
| Come from Away                            | Erstbesetzung Beverley Bass                                            | Tournee                     |                    | Niederlande            | 11/2021 bis 06/2022 |
| Rebecca                                   | Erstbesetzung Mrs. Danvers                                             | Raimundtheater              | Wien               | Österreich             | 09/2022 bis 06/2023 |
| Die Eiskönigin – Das Musical              | Erstbesetzung Elsa                                                     | Theater an der Elbe         | Hamburg            | Deutschland            | 10/2023 bis 09/2024 |
| & Julia                                   | Erstbesetzung Anne Hathaway                                            | Operettenhaus               | Hamburg            | Deutschland            | seit 10/2024        |